# Fouga CM.8.13
Dimensions
Le Fouga CM.8.13 est un planeur de voltige conçu par Robert Castello et Pierre Mauboussin dont la construction est assurée par Fouga. Il est le premier maillon de la conception du Fouga CM-170 Magister. Il est construit à 4 exemplaires.

## Histoire
Le planeurs vise le créneau occupé par le DFS Habicht. Son envergure est de 13 mètres et sa vitesse maximum de 275 km/h. Il fait son premier vol le 14 juin 1949, dix jours après le Fouga CM.8.15 de 15 mètres d'envergure. Il est muni d'un empennage classique.
Fouga le propose à Marcel Doret qui accepte mais avant que le pilote ne puisse essayer cette nouvelle monture elle retourne à l'atelier pour y être munie de l'empennage papillon du Fouga CM.8.15 et d'un turboréacteur Piméné et devenir le Fouga CM.8.R.13 Cyclone (qui sera rebaptisé "Sylphe" après une demande de la société Curtiss-Wright Corporation qui estimait avoir une antériorité sur l'usage de ce nom).
Le premier exemplaire a été construit en 1949 et est actuellement conservé au musée de l'APPARAT à la Montagne Noire. 

## Vols
Évalué par le centre d'essais en vol de Brétigny-sur-Orge il y est trouvé stable longitudinalement mais très instable en roulis. Il décroche brutalement en virage à 45 d'inclinaison dans une vrille qui demande un tour et demi pour être stoppée ce qui impose une vitesse élevée en approche. L'utilisation en voltige est jugée excellente, le seul reproche étant la relative faiblesse pour les facteurs de charge négatifs.

## Machines dérivées
- Fouga CM.8 R.9 Cyclope
- Fouga CM.88 Gemeaux